# Sukorejo (Mertoyudan)
Sukorejo is een bestuurslaag in het regentschap Magelang van de provincie Midden-Java, Indonesië. Sukorejo telt 5970 inwoners (volkstelling 2010).